# 釜山國際電影節
釜山國際電影節（韩语：／ Busan Gukje Yeonghwaje，簡稱BIFF）是韓國最大型，亦是亞洲重要電影節之一。電影節定於每年10月第一週週四至未來10天在韓國第二大的港口城市釜山廣域市舉行，主會場位於海雲臺。

## 歷史
釜山國際電影節於1996年在韓國的港口城市釜山首次舉辦，目的是促進韓國電影工業的發展及韓國與世界各國的友好往來，以展示亞洲的電影成就，並提供一個提拔亞洲電影人才的平台，把電影節辦成亞洲電影盛會。
電影節得到韓國政府、釜山市政府、韓國電影界和企業界等的支持及贊助，籌辦經費1/3由釜山市政府資助，1/3由主辦單位向社會集資，另外1/3由票房收入支持。
從2004年第九屆開始，主要場地從南浦洞BIFF廣場移師至海雲臺電影殿堂，但BIFF廣場仍然有各種攤位及電視台的表演。
2006年第十一屆會期為10月12日至20日，報名期是9月20日至25日。
因應韓國文觀部於2000年頒佈的「國語的羅馬字表記法」，電影節英文名稱自2011年第十六屆開始由原來的變更為現名。
2014年，由於電影節組委會不顧釜山市政府的反對，堅持播放關於世越號沉船事件的紀錄片《潛水鐘》，市政府於是把資助電影節的金額削減一半，並對電影節的帳目展開審計。2016年5月，釜山國際電影節前執行委員長李庸觀及3名電影節負責人被釜山地方檢察廳檢控貪污罪。不少韓國電影界人士質疑檢控是出於政治報復。業界人士不滿政府試圖干預釜山電影節的獨立性，發起抵制2016年的釜山電影節。

## 歷屆概況

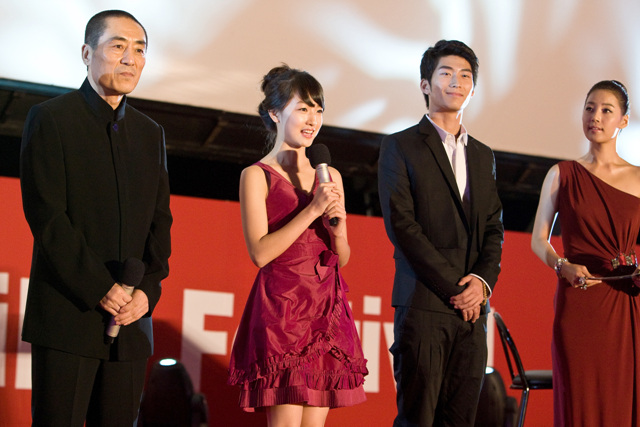
2010年第15屆電影節開幕電影《山楂樹之戀》主創團隊在電影節活動現場。（左起：張藝謀、周冬雨、竇驍）

| 年份   | 屆次   | 舉辦日期         | 開幕電影                             | 閉幕電影                  | 年度亞洲電影人獎    | 參考  |
| ------ | ------ | ---------------- | ------------------------------------ | ------------------------- | ------------------- | ----- |
| 1996年 | 第1屆  | 9月13日至21日    | 《秘密與謊言》                       | 《巫山雲雨》              |                     |       |
| 1997年 | 第2屆  | 10月10日至18日   | 《中国匣》                           | 《半生緣》                |                     |       |
| 1998年 | 第3屆  | 9月24日至10月1日 | 《The Silence》                      | 《肝臟大夫》              |                     |       |
| 1999年 | 第4屆  | 10月14日至23日   | 《薄荷糖》                           | 《一個都不能少》          |                     |       |
| 2000年 | 第5屆  | 10月6日至14日    | 《摔角選手》                         | 《花樣年華》              |                     |       |
| 2001年 | 第6屆  | 11月9日至17日    | 《黑水仙》                           | 《烈後蘇儀若泰傳奇》      |                     |       |
| 2002年 | 第7屆  | 11月14日至23日   | 《殺越海防禁區》                     | 《淨琉璃》                |                     |       |
| 2003年 | 第8屆  | 10月2日至10日    | 《分身》                             | 《Acacia》                | 莫森·瑪克瑪爾巴夫   |       |
| 2004年 | 第9屆  | 10月7日至15日    | 《2046》                             | 《紅字》                  | 侯孝賢              |       |
| 2005年 | 第10屆 | 10月6日至14日    | 《最好的時光》                       | 《我的結婚遠征記》        | 日本放送協会        |       |
| 2006年 | 第11屆 | 10月12日至20日   | 《秋天路》                           | 《瘋狂的石頭》            | 劉德華              |       |
| 2007年 | 第12屆 | 10月4日至12日    | 《集結號》                           | 《福音戰士新劇場版》      | 楊德昌              |       |
| 2008年 | 第13屆 | 10月2日至10日    | 《給史達林的禮物》                   | 《我很幸福》              | 古利娜拉·萨塞诺娃   |       |
| 2009年 | 第14屆 | 10月8日至16日    | 《早安總統》                         | 《風聲》                  | 雅什·曹帕拉         |       |
| 2010年 | 第15屆 | 10月7日至15日    | 《山楂樹之戀》                       | 《山茶花》                | 蔡明亮              |       |
| 2011年 | 第16屆 | 10月6日至14日    | 《看不見的愛》                       | 《我的母親手記》          | 徐克                | [ 4 ] |
| 2012年 | 第17屆 | 10月4日至13日    | 《寒戰》                             | 《Television》            | 若松孝二            |       |
| 2013年 | 第18屆 | 10月3日至12日    | 《舞孃禁戀》                         | 《晚餐》                  | 潘禮德              |       |
| 2014年 | 第19屆 | 10月2日至11日    | 《軍中樂園》                         | 《大茶飯》                | 許鞍華              | [ 5 ] |
| 2015年 | 第20屆 | 10月1日至10日    | 《Zubaan》                           | 《喊山》                  | 吉卜力工作室        |       |
| 2016年 | 第21屆 | 10月6日至15日    | 《春夢》                             | 《Reseba: The Dark Wind》 | 阿巴斯·基亞羅斯塔米 |       |
| 2017年 | 第22屆 | 10月12日至21日   | 《玻璃庭院》                         | 《相愛相親》              | 鈴木清順            |       |
| 2018年 | 第23屆 | 10月4日至13日    | 《美麗的日子》                       | 《葉問外傳：張天志》      | 坂本龍一            |       |
| 2019年 | 第24屆 | 10月3日至12日    | 《The Horse Thieves. Roads of Time》 | 《致允熙》                | 是枝裕和            |       |
| 2020年 | 第25屆 | 10月21日至30日   | 《七人樂隊》                         | 《喬瑟與虎與魚群動畫版》  | -                   |       |
| 2021年 | 第26屆 | 10月6日至15日    | 《Heaven：幸福的國度》               | 《梅艷芳》                | 林權澤              |       |
| 2022年 | 第27屆 | 10月5日至14日    | 《風的氣味》                         | 《那個男人》              | 梁朝偉              | [ 6 ] |
| 2023年 | 第28届 | 10月4日至13日    | 《因为讨厌韩国》                     | 《红毯先生》              | 周潤發              | [ 7 ] |
| 2024年 | 第29届 | 10月2日至11日    | 《战，乱》                           | 《生后世》                | 黑澤清              |       |

## 單元設置

### 非競賽單元
- ：介紹大師導演的新片或世界範圍內備受矚目的話題影片。
- ：介紹同時代具有代表性的大師導演的新片。
- 亞洲電影之窗（A Window on Asian Cinema）：介紹可以窺探亞洲中堅導演或新人導演豐富多樣視覺和風格的新片或話題影片。
- 韓國電影的今日（Korean Cinema Today）：「特別首映（Special Premiere）」介紹韓國主流商業電影的最新影片和代表影片，「全景（Panorama）」介紹可以感受韓國電影力量和潮流的當年代表影片和新片，
- 世界電影（World Cinema）：介紹亞洲以外國家中堅導演或新人導演的新片和其他國際電影節上的優秀獲獎影片。
- ：在電影殿堂露天劇場上映兼具作品性和大眾性的新片和引起國際關注的話題影片。
- 午夜激情（Midnight Passion）：介紹兼具作品性和娛樂性的恐怖、科幻、Cult類型影片。
- ：2021年起新設的非競賽單元，介紹拓展電影潮流和價值的當年最新OTT平台話題劇集。[8]
- 特別企劃（Special Program in Focus）：每年推出當年的特別展。
- 韓國電影回顧展（Korean Cinema Retrospective）：重新探究韓國電影史，每年主題不同。

### 競賽單元
- 智奭：入選影片為執導超過三部電影長片的亞洲中堅導演的新片，選出兩部最優秀的影片授予智奭獎。
- 新浪潮（New Currents）：入選影片為引領亞洲未來的新人導演們的處女作或第二部電影長片，選出兩部最優秀的影片授予新浪潮獎。
- 韓國電影的今日—展望（Korean Cinema Today - Vision）：入選影片為具有出色作品性和獨創性的最新韓國獨立電影，參與多個獎項的角逐。
- ：入選作品為亞洲以外國家新人導演的處女作或第二部電影長片，由觀眾投票授予Flash Forward獎。
- 廣角鏡（Wide Angle）：入選作品為短篇電影、動畫片、紀錄片和實驗性電影等，其中韓國短片（Korean Short Film Competition）、亞洲短片（Asian Short Film Competition）、紀錄片（Documentary Competition）為競賽單元，短片展示會、紀錄片展示會、Cine Kids、動畫片展示會為非競賽單元。

## 獎項設置
| 獎項名稱         | 英文名稱                       | 参选单元                     | 范围   | 介绍 |
| ---------------- | ------------------------------ | ---------------------------- | ------ | --- |
| 亞洲年度電影人獎 | Asian Filmmaker of the Year    |                              | 亚洲   | 授予當年為亞洲電影產業與文化發展做出突出貢獻的電影人。 |
| 韓國電影功勞獎   | Korean Cinema Award            |                              | 韩国   | 授予為韓國電影在世界電影的發展中做出卓越貢獻的人。 |
| 評審團大獎       | Kim Jiseok Award               | 智奭                         | 亚洲   | 2017年新增設獎項，是為了紀念和表彰畢生致力於發現和支持亞洲電影發展的已故釜山電影節創始人金智奭。該獎項頒發給執導過3部以上故事片的韓國和亞洲導演的競賽類影片，選出兩部最佳影片，並頒發由BIFF支持者協會贊助的每部1萬美元的現金獎勵。 |
| 新浪潮獎         | New Currents Award             | 新浪潮                       | 亚洲   | 授予亞洲電影競賽單元「新浪潮」單元的兩部入選作品，獲獎者可獲得3萬美元的獎金。評審團由全球知名導演和電影人組成，旨在鼓勵和挖掘亞洲有才能的新人導演。                                                                                |
| KB新潮流觀眾獎   | KB New Currents Audience Award | 新浪潮                       | 亚洲   | 授予入選「新浪潮」單元的電影中電影節觀眾評價最高的電影，由KB國民銀行贊助，向導演頒發2000萬韓元獎勵。 |
| FIPRESCI獎       | FIPRESCI Award                 | 新浪潮                       | 亚洲   | 也稱為國際影評人獎，授予「新浪潮」單元中展現實驗和進步精神且製作精良的作品。 |
| NETPAC獎         | NETPAC Award                   | 新浪潮、 韓國電影的今日—展望 | 亚洲   | 授予亚洲电影促进联盟評審團在「韓國電影的今天和展望」單元和「新浪潮」單元入選作品中選出的最佳影片。 |
| 影評人b獎        | Critic b Award                 | 新浪潮、 韓國電影的今日—展望 | 亚洲   | 授予釜山影評人協會在「新浪潮」單元和「韓國電影的今天和展望」單元中選出的一部電影，獲勝者將獲得1000萬韓元獎金。 |
| 年度演員獎       | Actor & Actress of the Year    | 新浪潮、 韓國電影的今日—展望 | 韩国   | 授予入選「新浪潮」單元及「韓國電影的今日」單元中致力於韓國獨立電影的表演者，獲獎者將在閉幕式上獲得由BIFF支持者協會贊助的每人500萬韓元的現金獎勵。                                                                                  |
| KBS獨立電影獎    | KBS Independent Film Award     | 新浪潮、 韓國電影的今日—展望 | 韩国   | 旨在支持韓國獨立電影，將由「韓國電影的今天和展望」單元和「新浪潮」單元中選出一部，獲獎影片將獲得由KBS贊助的1000萬韓元。 |
| CGK獎            | CGK Award                      | 新浪潮、 韓國電影的今日—展望 | 韩国   | 授予一部入選「新浪潮」單元或「韓國電影的今天和展望」單元的韓國電影，獲獎影片的攝影師將獲得由韓國電影攝影師協會贊助的500萬韓元獎金。                                                                                                |
| Watcha獎         | Watcha Award                   | 新浪潮、 韓國電影的今日—展望 | 韩国   | 旨在支持韓國電影的新導演，從「新浪潮」單元和「韓國電影的今天和展望」單元選出的兩部韓國電影，獲獎導演將分別由Watcha贊助獲得1000萬韓元獎金。                                                                                         |
| Aurora Media獎   | Aurora Media Award             | 新浪潮、 韓國電影的今日—展望 | 韩国   | 旨在支持韓國電影的新導演，從「新浪潮」單元和「韓國電影的今天和展望」單元選出的兩部韓國電影，分別獲得由Aurora Media贊助1000萬韓元獎金。                                                                                             |
| DGK MEGABOX獎    | DGK MEGABOX Award              | 韓國電影的今日—展望          | 韩国   | 授予「韓國電影的今天和展望」單元的兩部韓國電影，每位獲勝者將獲得500萬韓元，該現金獎由韓國導演協會和Megabox贊助。 |
| CGV Arthouse獎   | CGV Arthouse Award             | 韓國電影的今日—展望          | 韩国   | 2011年新增設獎項，旨在為「韓國電影的今天和展望」單元提供新的視角，獲勝者將獲得由CJ CGV Arthouse贊助的1000萬韓元的現金獎勵。 |
| 市民評論家獎     | Citizen Critics' Award         | 韓國電影的今日—展望          | 韩国   | 由釜山電影資料館的市民評論家從「韓國電影的今天和展望」單元放映的影片中選出最佳影片，獲勝者將獲得由John Walker贊助的1000萬韓元獎金以支持導演的下一部作品。                                                                          |
| 最佳紀錄片獎     | BIFF Mecenat Award             | 廣角鏡                       | 亚洲   | 授予在入選「廣角鏡」競賽單元的亞洲長篇紀錄片，獲獎導演每人可獲得1000萬韓元的獎金，資助其拍攝下一部作品。1996年至2007年稱為雲波獎（Woonpa Award）。                                                                                 |
| 亞洲最佳短片獎   | Sonje Award                    | 廣角鏡                       | 亚洲   | 授予入選「廣角鏡」競賽單元的韓國和亞洲短篇電影，獲獎導演可獲得1000萬韓元的獎金，資助其拍攝下一部作品。 |
| 釜山影迷獎       | Busan Cinephile Award          | 廣角鏡                       | 亚洲   | 由釜山地區六所大學電影科系的60餘名大學生組成評審團，授予通過「廣角鏡紀錄片展示會」介紹的世界紀錄片中最優秀的作品，獲勝者將獲得500萬韓元獎金。                                                                                      |
| Watcha短片獎     | Watcha Short Film Award        | 廣角鏡                       | 韩国   | 旨在支持韓國短篇電影的導演，從「廣角鏡」競賽單元中選出的一部短片將獲得由Watcha贊助的500萬韓元獎金 |
| BNK釜山銀行獎    | Flash Forward Audience Award   | Flash Forward                | 亚洲外 | 2009年起設置，授予入選「Flash Forward」單元的非亞洲電影中最優秀的作品，獲獎作品獲得釜山銀行贊助的2萬美元獎金。2012年之前為Flash Forward觀眾獎。                                                                                    |
| 亞洲內容大獎     | Asia Contents Award            | 电视剧活动                   | 亚洲   | 2019年新增設獎項，授予電視劇作品，目的在對亞洲優質影視內容的獎項進行表彰，包括中日韓等在內的14個亞洲國家及地區過去一年播出的精品電視、流媒體劇集，及相關製作人、編劇、演員。                                                       |

## 電影節內容
- 舉行故事片、紀錄片、短片的評獎；
- 舉行“世界電影”映出活動，廣泛放映來自世界各國的故事片、紀錄片、短片；
- 舉行“亞洲電影之窗”映出活動，主要放映亞洲各國的故事片、紀錄片、短片；
- 舉行“新潮流電影”專場映出，放映非傳統的新潮流電影；
- 舉行“韓國全景電影”展映，只放映韓國出品的影片；
- 設立釜山開發計劃電影市場，為電影導演、獨立制片人就電影投資、發行、放映進行深入的研究；
- 開展各種不同形式的宣傳活動，推銷電影節的紀念品、紀念物、紀念章、畫報、書刊等；
- 組織電影導演、演員等藝術與觀眾見面、交流看法；
- 組織外國來賓參觀訪問，遊覽古跡名勝等；
- 設立電影投資獎（獎金10000美元），授予最有創新的影片，另有新導演獎以及其他獎，分別授予最優秀的影片、最優秀的導演以及其他最優秀的藝術家等優勝者。